# Jonathan Darlington

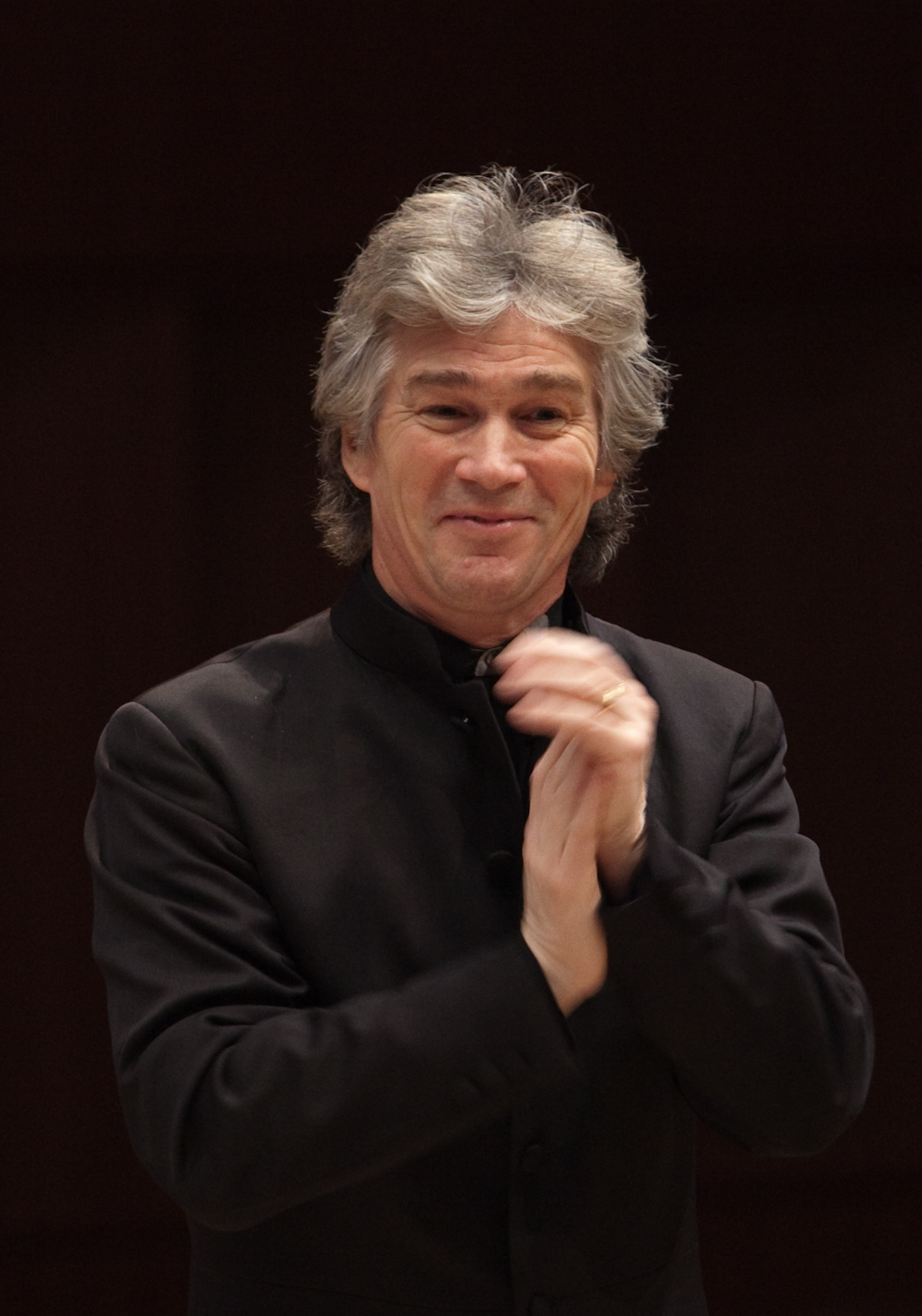
Jonathan Darlington (2010)

Jonathan Darlington (* 1956 in Lapworth, Warwickshire, England) ist ein britischer Dirigent. Seit 2022 ist er Chefdirigent der Nürnberger Symphoniker.

## Leben und Wirken
Darlington studierte Musik an der University of Durham und an der Royal Academy of Music in London.
Seine Laufbahn als Dirigent begann er bei Radio France. Weitere Engagements führten ihn zum Glyndebourne Festival, zum Berlioz Festival in Lyon und zur Scottish Opera nach Glasgow. Er debütierte 1984 am Pariser Théâtre des Champs Elysées mit Francesco Cavallis Ormindo. 1991 wurde er von Myung-Whun Chung als Assistent des Generalmusikdirektors an die Pariser Opéra Bastille berufen, wo er mit Le nozze di Figaro debütierte. Von 2002 bis 2011 war er Generalmusikdirektor der Duisburger Philharmoniker, danach bis 2018 Music Director der Vancouver Opera in Kanada. Seit 2022 ist er Chefdirigent der Nürnberger Symphoniker.
Er beherrscht ein breit gefächertes Repertoire, und seine Programme beinhalten sowohl symphonische Standardwerke wie auch Werke des Barocks und der Moderne. Sein Repertoire als Operndirigent umfasst mehrere Musikepochen von Christoph Willibald Gluck und Georg Friedrich Händel, Mozart, Haydn, Beethoven und C. M. von Weber über Werke französischer und italienischer Komponisten (Gounod, Debussy, Poulenc, Bellini, Verdi, Donizetti, Rossini, Puccini) bis hin zu Werken von Wagner, Strauss, Strawinsky, Prokofjew und Janáček.
Darlington leitete mehrere Ur- und Erstaufführungen. So zum Beispiel an der Dresdner Semperoper die Uraufführung von Manfred Trojahns La grande magia (2008) sowie Die Jüdin von Toledo von Detlev Glanert (2024).
Als Gastdirigent wirkte er regelmäßig unter anderem an der Wiener Staatsoper (Debüt 2014 mit Madama Butterfly, weiters Don Carlos, L’elisir d’amore, Otello), an der Opéra de Lausanne (The Rape of Lucretia, Lucio Silla), der English National Opera (Eugen Onegin) der Deutschen Oper am Rhein (u. a. Manfred Trojahns Was Ihr Wollt sowie Falstaff, Die Entführung aus dem Serail, Das schlaue Füchslein), der Oper Leipzig, dem Theatre des Champs Elysées (u. a. The ake’s Progress, Das schlaue Füchslein), der Opéra de Bordeaux (u. a. Macbeth, La Traviata), an der Staatsoper Hamburg, der Oper Frankfurt, am Teatro San Carlo in Neapel und der Opera Australia am Sydney Opera House.
Dabei arbeitete er mit Orchestern wie zum Beispiel den Wiener Philharmonikern, der Staatskapelle Dresden, dem Leipziger Gewandhausorchester, dem Orchestre National de France, dem BBC Symphony Orchestra, dem Orchestre de la Suisse Romande, dem Orchestre Philharmonique de Strasbourg, dem Swedish Chamber Orchestra, dem Prager Rundfunkorchester, dem Orchestre Philharmonique de Monte Carlo, dem Orchestre National de Bordeaux oder dem Nationalorchester von Taiwan.
Jonathan Darlington ist verheiratet und lebt in Paris.

## Preise und Auszeichnungen
- Chevalier des Ordre des Arts et des Lettres
- Fellow der Royal Academy of Music, London
- 2011: Musikpreis der Stadt Duisburg[6]